# 蔣山卿
蔣山卿（1486年—1548年），字子云，号南泠，南直隶扬州府仪真县（今仪征市）民籍，常熟县人，明朝政治人物、文學家，進士出身。

## 生平
正德八年（1513年）癸酉科應天府鄉試第八十二名舉人，正德九年（1514年）联登甲戌科進士，官工部主事。正德十四年（1519年）明武宗南巡之爭中，因上疏進諫勸阻，而被施杖刑貶職，调南京前府都事。
明世宗即位后，恢復官職，升刑部郎中，出知河南府，五年（1526年）正月考察调任浔州府，再改南宁府。嘉靖九年（1530年）三月升廣西左參政，十一年正月以考察降调。

## 著作
著有《南泠集》、《休園集》。